# Poteri occulti
Poteri occulti (My Name Is Evil) è un libro dello scrittore statunitense Robert Lawrence Stine, pubblicato nel 1992. È il terzo libro della serie Super brividi.

## Trama
Maggie O'Connor è una ragazza adolescente a cui iniziano a succedere fatti strani dalla sera del suo tredicesimo compleanno, quando andando al luna park a festeggiare con amici e amiche, un ragazzo, Glen, le bacia a sorpresa la mano e subito dopo la ragazza viene scacciata da una veggente che la definisce "malefica". Da quel momento una serie di incidenti inizia a colpire in modo serio animali e persone a lei vicine e a poco a poco la ragazza viene isolata da tutti, che la ritengono dotata di poteri malvagi. Alla fine si viene a scoprire che l'autore di tutto era invece Glen, vero possessore dei poteri magici che aveva in parte trasferito a Maggie proprio col suo bacio alla mano. Al momento della rivelazione, Maggie trasforma Glen in uno scoiattolo, per poi usare un'ultima volta i suoi poteri, prima di perderli per sempre, per migliorare i voti scolastici delle sue amiche.

## Edizioni
- Robert Lawrence Stine, Poteri occulti, Milano, Arnoldo Mondadori Editore, 2002, ISBN 88-04-50236-3.